# 786

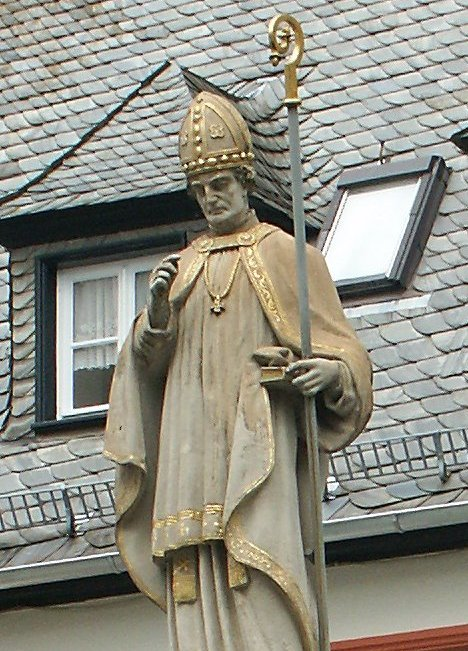
Standbeeld van Lullus (ca. 710-786)

Het jaar 786 is het 86e jaar in de 8e eeuw volgens de christelijke jaartelling.

## Gebeurtenissen

### Byzantijnse Rijk
- Keizerin Irene roept in Constantinopel een concilie bijeen, deze wordt echter verstoord door iconoclasme-getrouwe militairen. Het volgende jaar wijkt het concilie uit naar Nicea. (Dit is het Tweede Concilie van Nicea.)
- Koning Stefanus III van Iberië is de laatste heerser van de Goearamiden-dynastie. Hij is een van de drie koningen die de waardigheidstitel kouropalates draagt. Een Byzantijns eerbewijs aan buitenlandse vorsten.

### Brittannië
- Koning Cynewulf van Wessex wordt bij Meretun (huidige Wiltshire) in een hinderlaag gelokt en door politieke tegenstanders vermoordt. Hij wordt met steun van koning Offa van Mercia opgevolgd door Beorhtric.

### Arabische Rijk
- Kalief Al-Hadi overlijdt na een regeerperiode van slechts 1 jaar. Hij wordt opgevolgd door zijn broer Haroen al-Rashid ("de Rechtvaardige") als heerser van het kalifaat van de Abbasiden.

## Geboren
- Al-Hajjāj ibn Yūsuf ibn Matar, Arabisch wiskundige (overleden 833)
- Al-Ma'mun, Arabisch kalief (overleden 833)
- Junna, keizer van Japan (overleden 840)
- Saga, keizer van Japan (overleden 842)

## Overleden
- Al-Hadi, Arabisch kalief
- Cynewulf, koning van Wessex
- Desiderius, koning van de Longobarden
- Lullus, aartsbisschop van Mainz
- Willibald, Angelsaksisch missionaris